# Palwancha
Palwancha es una ciudad y  municipio situada en el distrito de Bhadradri Kothagudem en el estado de Telangana (India). Su población es de 80199 habitantes (2011). 

## Demografía
Según el censo de 2011 la población de Palwancha era de 80199 habitantes, de los cuales 39923 eran hombres y 40276 eran mujeres. Palwancha tiene una tasa media de alfabetización del 77,70%, superior a la media estatal del 67,02%: la alfabetización masculina es del 84,41%, y la alfabetización femenina del 71,09%.